# Edgar L. Ynsfrán
Edgar Linneo Ynsfrán Doldán (Asunción, 9 de diciembre de 1921-ibidem, 2 de noviembre de 1991), conocido como Edgar L. Ynsfrán, fue un político paraguayo de importante actuación durante la época de Stroessner y uno de los jefes políticos del movimiento político militar que derrocó a su régimen en 1989. Es conocido por ser el ejecutor de la fundación de Puerto Presidente Stroessner, actual Ciudad del Este.

## Biografía
Nació en Asunción, Paraguay, el 9 de diciembre de 1921, en el seno de una familia tradicional. Fue el primogénito del matrimonio conformado por Linneo Ynsfrán e Inocencia Doldán, y creció junto a sus hermanos Walter, Gladys y Óscar Facundo. Realizó sus estudios primarios en el Colegio San José, y culminó el bachillerato en el Colegio Nacional de la Capital, ambos en la capital paraguaya. Su formación superior fue itinerante: inició en la Facultad de Ingeniería de la Universidad de Buenos Aires (UBA), aunque más tarde orientó su perfil profesional hacia el ámbito jurídico, continuando sus estudios en la Facultad de Derecho y Ciencias Sociales de la Universidad Nacional de Asunción (UNA).
Contrajo matrimonio en dos oportunidades: primero con María Teresa Leonor Rodríguez Alcalá, con quien tuvo una hija, y posteriormente con Clara Lofruscio, con quien tuvo dos hijos más. Su vida familiar se desarrolló en paralelo a una intensa carrera política que lo llevaría a ocupar funciones clave dentro del aparato estatal.
Ynsfrán fue un actor central del régimen de Alfredo Stroessner, con quien mantuvo una relación ambigua: fue tanto uno de sus principales colaboradores en los años de mayor concentración autoritaria, como uno de los líderes políticos que, ya en el ocaso del régimen, contribuyó a su desestabilización.
Murió en Asunción el 2 de noviembre de 1991, a los 69 años.

## Trayectoria política
Inició su carrera en la función pública como subsecretario del MAG y secretario general del Ministerio de Hacienda. En 1948 participó como delegado de la Cámara de Representantes paraguaya en el Congreso Interparlamentario Mundial celebrado en Roma, Italia. Ese mismo año, integró la delegación paraguaya ante la III Asamblea General de las Naciones Unidas, en París, Francia, donde firmó la Declaración Universal de los Derechos Humanos en representación del país, en un contexto en el que el discurso de derechos era instrumentalizado por regímenes autoritarios emergentes.
Entre otros cargos diplomáticos y administrativos, fue inspector general de consulados, asesor jurídico del Ministerio del Interior, y jefe de la Policía de la Capital, acumulando una vasta experiencia en los mecanismos de control y represión estatal. En 1956 fue nombrado ministro del Interior, cargo que ejerció hasta 1966, siendo el principal responsable de la conducción de las operaciones represivas contra grupos insurgentes y disidencias políticas. Bajo su gestión, se consolidó un aparato represivo sistemático que recurrió a la detención arbitraria, la tortura y la ejecución extrajudicial como herramientas regulares del Estado.
Durante las ausencias del presidente Stroessner, Ynsfrán asumió interinamente la administración general del Estado en cinco oportunidades entre 1956 y 1958. En una de sus acciones más emblemáticas, ejecutó el acto fundacional de Puerto Presidente Stroessner el 3 de febrero de 1957, ciudad que más tarde, tras la caída del régimen, sería renombrada como Ciudad del Este.
Militante de larga data en la Asociación Nacional Republicana (Partido Colorado), llegó a ocupar la vicepresidencia partidaria en dos ocasiones. Integró la corriente interna conocida como Guión Rojo, liderada por Juan Natalicio González, de quien fue cercano colaborador. Su adhesión al sector lo llevó al exilio en Argentina tras la caída del gobierno de González.
Luego de años de ostracismo político, Ynsfrán retornó a la arena pública durante la segunda mitad de la década de 1980, posicionándose como figura central del movimiento interno Grupo de los 34, articulado dentro del Partido Colorado para confrontar al oficialismo stronista.
Tras el golpe de Estado del 3 de febrero de 1989, que derrocó al general Stroessner, fue electo senador, cargo que ocupó hasta su fallecimiento el 2 de septiembre de 1991.